# Attambelos VIII.
Attambelos VIII. war ein König der Charakene, der um 190 n. Chr. regierte. Er ist mit Sicherheit nur von den Münzen seines Sohnes Maga bekannt, der sich als Sohn eines Königs Attambelos bezeichnet. Die Lesung des Namens ist jedoch unsicher und spiegelt die schlechte Qualität der Prägungen dieser Zeit im Allgemeinen wider. Attambelos VIII. werden in der Forschung versuchsweise einige Bronzemünzen zugeordnet, die unbeschriftet sind und einen Herrscher in parthischem Stil zeigen.